# Cratere Nhill
Nhill  è un cratere sulla superficie di Marte.